# 小行星5950
小行星5950（英語：5950 Leukippos）是一颗围绕太阳公转的小行星。1986年8月9日，艾瑞克·怀特·埃尔斯特、V. G. Ivanova在斯莫梁发现了此天体。
这颗小行星的绝对星等为32.26542等。